# Nikolai Zaremba
Nikolai Ivanovitch Zaremba (em russo:  Никола́й Ива́нович Заре́мба; 12 de junho [Calend. juliano: 31 de maio] 1821 – 8 de abril [Calend. juliano: 27 de março] 1879) foi um teórico musical, professor e compositor russo. Seu pupilo mais famoso foi Piotr Ilitch Tchaikovski, que estudou com ele a partir de 1861. Outros alunos seus incluíam os sobrinhos de Dostoiévski, os filhos de seu irmão Mikhail e Vasili Safonov. Até 2010 suas composições eram majoritariamente desconhecidas. 

## Biografia
Zaremba nasceu em uma família nobre polonesa na propriedade de sua família, Ozupiene, na zona rural da província de Vitebsk, à época na Livonia polonesa e hoje no município de Ludza na Letônia. Ele cursou a escola de gramática em Daugavpils, e mais tarde estudou direito (1840-1844) na Universidade de São Petersburgo. Em paralelo aos estudos de direito, ele estudou piano com Anton Gerke  e violoncelo e teoria musical com Johann Benjamin Gross. Nesse período ele compôs um concerto-abertura para  orquestra (1842), influenciado por Beethoven (sua estréia foi realizada em uma sala da Universidade, em 28 de dezembro de 1842, conduzida por Karl Schubert); e uma mazurca (1843), influenciada por Chopin. 
Na sequência, Zaremba foi nomeado no Ministério do Interior e se juntou ao utópico Círculo Petrashevski, escapando por pouco de ser enviado para a Sibéria, assim como Dostojevski. Quando seu pai, um coronel do exército, morreu, Zaremba decidiu dedicar-se à música. 
Em 1852 ele mudou-se para Berlim e estudou composição com Adolf Bernhard Marx. Lá ele teve contato com Franz Liszt e Hans von Bülow, antes de deixar a Alemanha em 1854. Zaremba iniciou sua carreira como cantor da Igreja Luterana de São Pedro e São Paulo, depois de casar-se com a luterana jacobina filipina Adeleide von Klugen. Em 1860 ele se juntou à Sociedade Musical Russa. 

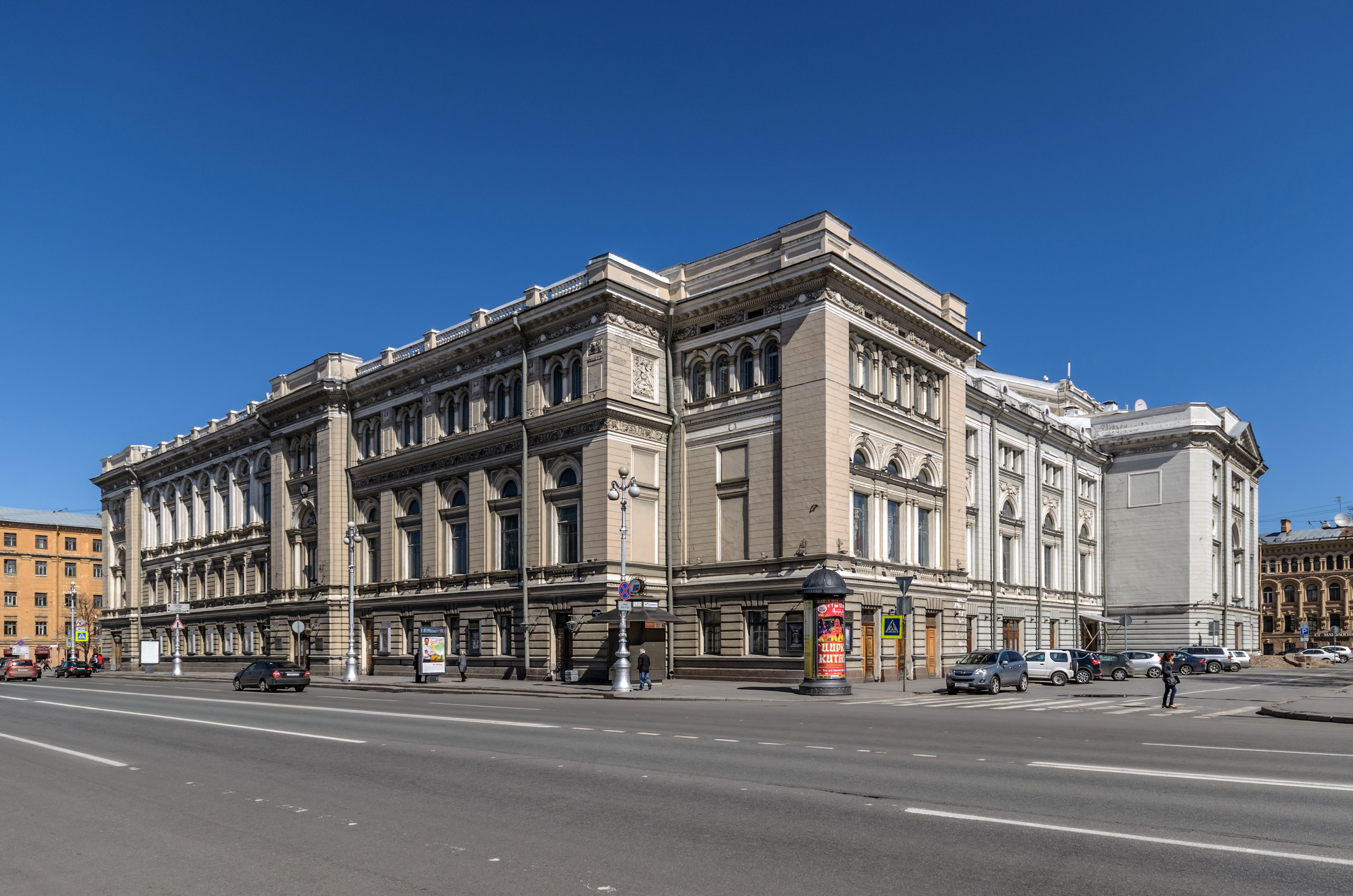
Conservatório de São Petersburgo

Ele foi apontado como um dos professores do Conservatório de São Petersburgo, quando foi fundado em 1862. Zaremba ensinou composição e harmonia na língua russa, algo então pouco comum. Em 1867, ele sucedeu Anton Rubinstein como diretor do conservatório. Em 1871, Zaremba mudou-se para Ludwigsburg, após um conflito com a grã-duquesa Elena Pavlovna Nikolai Rimski-Korsakov foi nomeado como seu sucessor. 
Zaremba compôs a maioria de suas obras de piano em Württemberg. Ele retornou ao Império Russo depois de dois anos, tendo então Vasili Safonov como seu pupilo. Em 1878 ele teve um derrame, e morreu no ano seguinte, sendo enterrado no Cemitério Volkovo. Sua esposa e filhas mudaram-se para Clarens, na Suíça, com muitas de suas composições, que foram dadas à Universidade de Basel e recuperadas em 2010.   

## Trabalho
Duas aberturas, um quarteto de cordas, nove obras para piano, muitos trabalhos para coral e um oratório a João Batista

## Recepção
Seu extremo conservadorismo deu o tem de seu ensino, em geral, e do que ele esperava de seus alunos, em particular. Junto com Anton Rubinstein, e contrariando as tendências nacionalistas e prospectivas dos Cinco, Zaremba permaneceu desconfiado, até mesmo hostil, às novas tendências da música. Em vez disso, ele tentou preservar o que ele viu como o melhor da tradição ocidental no passado imediato. De acordo com Herman Laroche, Zaremba idolatrava Beethoven, particularmente os seus últimos trabalhos, mas seus gostos pessoais não haviam progredido além de Mendelssohn. Se alguém perguntasse a ele sobre Hector Berlioz, Robert Schumann ou, mais perto de casa, Mikhail Glinka, Zaremba provavelmente teria que admitir que pouco sabia.
O biógrafo de Tchaikovski, David Brown, escreve que o  principal déficit de Zaremba era uma completa falta de verdadeira inventividade musical ou de qualquer outro tipo de imaginação. Seguindo o manual de composição de seu professor, Adolph Bernhard Marx, Zaremba fez seus alunos  estudar os estritos modos de contraponto e igreja, como explica Heinrich Bellermann. Por causa de sua falta de inventividade, a única maneira de Zaremba melhorar a composição de um estudante era impor regras de composição simples e estreitas, que ele próprio aparentemente aprendeu tão bem.
Zaremba aparentemente tinha poucas, ou nenhuma, energia criativa própria, tendo composto pouco e publicado nada. Ele teria escrito pelo menos uma sinfonia, um quarteto no estilo de Joseph Haydn, de acordo com Tchaikovski, e um oratório chamado João Batista. Para um professor de composição em um conservatório, essa mescla de produção era incomum. 

Essa falta de produção composicional pode ter contribuído para a opinião indistinta mantida geralmente sobre Zaremba, um ponto de vista que Tchaikovski compartilhou. Como Zaremba foi quem estimulou inicialmente Tchaikovski a se dedicar em seus estudos musicais, tal falta de esforço composicional da parte de Zaremba deve ter sido duplamente desconcertante para Tchaikovski. 